# Atentado contra el Hotel Serena de Kabul de 2014
El Atentado contra el Hotel Serena de Kabul de 2014 fue un ataque ocurrido en el restaurante del Hotel Serena de Kabul, en Kabul, Afganistán, el 21 de marzo de 2014 y cuya autoría fue reivindicada por los talibanes.
Ocurrió cuando cuatro hombres armados entraron el restaurante del hotel de lujo, abriendo fuego indiscriminado contra los clientes y que desató un enfrentamiento de tres horas con las fuerzas de seguridad afganas. Al menos nueve personas murieron en el asalto, concretamente 5 afganos y 4 extranjeros. Entre las víctimas estaba el ex diplomático paraguayo Luis María Duarte, quien se encontraba en el país como observador internacional para las elecciones presidenciales por parte de las Naciones Unidas. Autoridades afganas anunciaron posteriormente que cuatro mujeres y dos niños estaban entre las víctimas, que incluían los nacionales de Nueva Zelanda, Pakistán, India y Canadá. Al menos dos de los guardias de seguridad del hotel también resultaron heridos durante el asalto.
En los días previos al atentado habían sucedido otros ataques de talibanes en otros sitios del país.